# MGM-1 Matador
El Martin MGM-1 Matador fue el primer misil de crucero superficie-superficie operacional construido por Estados Unidos. Era similar en concepto a la V-1 alemana, pero el Matador incluía un enlace de radio que permitía correcciones de curso en vuelo. Esto permitía que la precisión fuera mantenida en alcances superiores a los 1000 km. Para ser capaz de esta autonomía, el Matador estaba motorizado con un motor turborreactor, en reemplazo del mucho menos eficiente pulsorreactor de la V-1.
Cuando fue introducido, la Fuerza Aérea se refería a él como bombardero, siéndole asignada la designación B-61. Fue designado con posterioridad TM-61 (Tactical Missile, misil táctico), y finalmente MGM-1 cuando el Departamento de Defensa introdujo el Sistema de designación conjunto en 1962.

## Diseño y desarrollo
Martin fue galardonado con un contrato por 1,8 millones de USD en 1946 para desarrollar el arma Matador, bajo el Proyecto MX-771, conduciéndose las pruebas iniciales bajo los prototipos XSSM-A-1 e YSSM-A-1 en el White Sands Missile Range, empezando en 1949. El primer vuelo del Matador, modelo XSSM-A-1, tuvo lugar allí el 20 de enero de 1949. Los prototipos fueron redenominados XB-61 e YB-61 en 1951.
Aunque el programa estuvo a punto de ser cancelado, la guerra de Corea lo revitalizó, y se concedió un contrato de producción a Martin en 1951. El B-61A Matador entró en evaluación operacional a finales de 1951 y en servicio en 1954.
Los dos primeros misiles B-61 Matador de preproducción arribaron a Base de la Fuerza Aérea Eglin, Florida, en septiembre de 1953, bajo el control del 6555th Guided Missile Squadron, para realizar pruebas climáticas; sin embargo las pruebas de instrumentación y preaprobación hicieron que las pruebas de mal tiempo y clima helado empezaran desde inicios de noviembre y duraran hasta mediados de ese mes. A finales de 1953, el primer escuadrón era operacional, pero no fue desplegado hasta 1954, como el 1st Pilotless Bomber Squadron, en la Base Aérea de Bitburg, Alemania, con los B-61A armados con una cabeza nuclear W5. El misil era capaz de transportar una cabeza bélica convencional de 900 kg, pero se desconoce si algunos de estos fueron desplegados. Para finales de los años 50, todos los Matador trasportaban una cabeza bélica nuclear.
Los últimos Matador fueron retirados del servicio activo en 1962, con un total de 1200 misiles producidos. Por esa época, estaban desplegados en escuadrones en Bitburg AB, Alemania Occidental, en Tainan, Taiwán, y en varias localizaciones de Corea del Sur. Las escuelas de entrenamiento para mantenimiento específico estaban en la fábrica de Glenn L. Martin y en la Lowry AFB, ambas en Denver, Colorado, mientras el centro para entrenar los lanzamientos estaba en la Orlando AFB, Florida (más tarde transferida a la Armada estadounidense y bautizada NTC Orlando) y en Cape Canaveral AFS, Florida. Cuando los escuadrones de Tainan fueron desactivados, las células de vuelo fueron inutilizadas cortándolas en varias partes y vendiéndolas como chatarra, después de sacarles su cabeza bélica. La mayor parte de los vehículos de lanzamiento eran camiones de 2 1/2 y 5 t, que fueron vendidos en el mercado local. Presumiblemente, los otros emplazamientos dispusieron de sus misiles y equipamiento de forma similar.

### Guiado

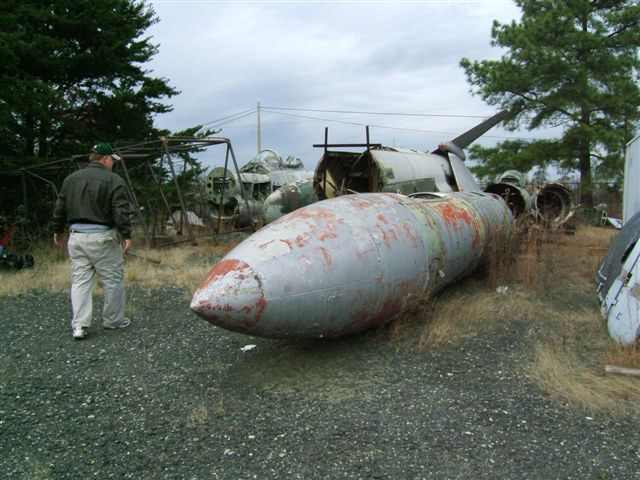
Misil Matador no restaurado en Florence Air & Missile Museum en el Carolinas Aviation Museum ubicado en Charlotte, NC (KCLT).

El misil era guiado vía enlace radio y con seguimiento por parte de una serie de estaciones de radar AN/MSQ-1 basadas en tierra. Este sistema de guía tenía su alcance limitado a aproximadamente 400 km. Como todas las comunicaciones de radio eran susceptibles a la detección por el enemigo, mientras el misil en teoría podía ser "relevado" en vuelo de una estación de guía a otra, en la práctica rara vez ocurrió, y los misiles desplegados ni siquiera lo intentaron. En 1954, la USAF empezó a desarrollar la versión YTM-61C, que estaba equipada con el sistema de guía Shanicle (Short Range Navigation Vehicle). Se hizo operacional en 1957 y usaba emisores de microondas basados en tierra, que generaban redes hiperbólicas para el alcance y acimut, los cuales eran usados por el sistema de guía del misil para navegar. Ahora el alcance máximo guiado se podía extender al máximo del misil, aproximadamente 990 km. Una evidencia anecdótica indicaba la precisión del sistema Shanicle con historias de un misil que impactó en el cráter de otro misil, en un ejercicio en el Norte de África. No se ha comprobado la veracidad de este relato, pero en todo caso el sistema Shanicle fue prontamente dejado de usar en los misiles operacionales. A finales de los años 50, todos usaban el sistema de guía basado en tierra MSQ-1 (llamado "MisCue-1" por las tripulaciones).
Una característica distintiva de la variante TM-61C era la sección levantada del fuselaje sobre el escape del turborreactor, llamada la "perrera" por aquel personal asignado a los escuadrones de misiles. Originalmente albergaba la electrónica Shanicle, pero fue mantenida una vez que estos elementos fueron retirados. La "perrera" no tenía paneles o puertas de acceso y era un componente aerodinámico estructural a los TM-61C y TM-76A para prevenir que el misil se "estremeciera" y se rompiera durante su picada terminal. No contenía elementos estructurales. Los Matador estaban pintados en verde cromato de zinc en sus versiones finales, pero la "perrera" se dejó en aluminio natural, así como las alas y el conjunto de cola.

### Tripulación de lanzamiento

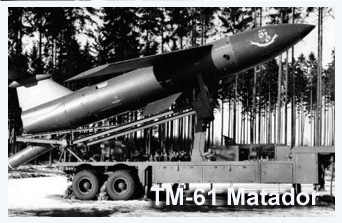
Un misil Matador con su lanzador cerca de la Base Aérea Hahn, Alemania Occidental.

La tripulación de lanzamiento del Matador consistía en once miembros. Un oficial de lanzamiento, comúnmente un Teniente Primero (O-2) o un Capitán (O-3), un jefe de tripulación, generalmente un Sargento Técnico (E-6), dos técnicos de la cabeza de guerra, dos técnicos de los sistemas de control de vuelo, dos técnicos de los sistemas de guía, dos de la célula de vuelo y dos técnicos del motor (uno de los cuales actuaba además como operador de la grúa y el otro como técnico de lanzamiento), y un técnico del cohete propulsor. Desde que el misil fue teóricamente "móvil", todo el equipo de lanzamiento fue montado en camiones y remolques. Como resultado, además de sus labores primarias, la mayor parte de los miembros de la tripulación fueron entrenados y sirvieron de conductores o copilotos. Todos eran, salvo el jefe de tripulación, Cabos (E-3) o Soldados de Primera (E-2) en su primer alistamiento, a pesar de que algunas veces había Sargentos Mayores (E-5) o Sargentos Técnicos (E-6), los cuales habían servido en múltiples alistamientos. Además, había tripulaciones de guía de similar tamaño en sitios remotos, y equipos de mantenimiento para los misiles, equipo de guía y vehículos. Por el número de personas que era necesario para apoyar el lanzamiento del misil, un escuadrón "móvil" Matador con cinco tripulaciones podía crecer bastante. Como resultado de esto, los escuadrones fueron desplegados en sitios fijos y la idea de lanzadores Matador "móviles" fue prontamente desechada.
Para mover a un solo misil Matador con su equipo de apoyo se requerían muchos vehículos. Éstos eran:
- Un vehículo de transporte, el cual era un semirremolque corto y transportaba el misil con sus alas desmontadas y plegadas a lo largo del fuselaje.
- Un vehículo lanzador, que era un semirremolque de 13 metros, más largo que el anterior, que pesaba cerca de diez toneladas.
- Una unidad de selección de blancos.
- Una unidad transportadora de la cabeza de guerra.
- Una unidad transportadora de un generador diésel de 60 kW.
- Una lanzadera.
- Una unidad hidráulica.
- Un dormitorio móvil.
- Una grúa hidráulica montada en un camión.

Eran muchos camiones de 2 1/2 y 5 t (tipo tractor) para unir y tirar de los lanzadores, el vehículo de transporte y el generador. En algunos escuadrones, cada equipo de lanzamiento tenía un gran remolque en el que se guardaban armas, municiones y vituallas. Un típico lugar de lanzamiento tenía una plataforma activa o "caliente" en la cual se enlistaba al misil para ser lanzado. Esta plataforma era manejada por la tripulación en servicio. De acuerdo al manual, esto requería 15 minutos para hacerse, pero algunas tripulaciones lograban esto en poco más de 6 minutos. El emplazamiento tenía usualmente una plataforma de apoyo, en la cual podrían hacerse determinadas cosas suplementarias si no podía ser disparado desde la principal. Esta plataforma era manejada por la tripulación de repuesto, y si estaba en el emplazamiento, podía estar lista para disparar en 20-30 minutos. Si había una tercera plataforma, no había misil para ella. Si una de las tripulaciones fuera de turno estaba presente, podría haber ayudado a tener la lanzadera a punto, tratando de tener el misil listo en el lugar y dejarlo listo para disparar. Como todos los emplazamientos de disparo estaban al alcance del vuelo enemigo en pocos minutos, era poco probable que el tercer misil pudiese haber sido disparado, pero todas las tripulaciones hacían múltiples ejercicios de fuego, tratando de reducir el tiempo necesario para que los misiles fueran disparados. A menudo, estos ejercicios eran acompañados por sobrevuelos de aviones T-33, en los cuales estaba montado el sistema de guía MSQ-1. Los F-100 Super Sabre de los escuadrones 36th y 50th TFW eran usados para ejercicios de simulación de lanzamiento. Estos aviones volaban a extrema baja altitud sobre las plataformas de lanzamiento y podían simular las condiciones de vuelo bajo control de las tripulaciones de guía. Esto daba a las tripulaciones de guía las condiciones necesarias de vuelo para controlar, así como a los pilotos horas de vuelo de entrenamiento bajo condiciones sumamente controladas.
El perfil de vuelo del Matador era muy simple y predecible, lo cual sin duda contribuía a sus fallos. Cuando el oficial de vuelo apretaba los dos interruptores, el cohete RATO se encendía, acelerando el misil a 400 km/h en dos segundos y medio, mientras alcanzaba 400 metros de distancia. En este punto, la botella RATO se desprendía y dejaba al misil que siguiera en un patrón de ascenso y velocidad predeterminados hasta que era adquirido por las tripulaciones de guía con sus instrumentos. El misil no tenía control de altura o de velocidad, continuando hasta alcanzar la máxima velocidad posible, y ascendiendo hasta que el combustible se hubiese consumido, hasta alcanzar su máxima altitud. A aproximadamente 9,6 km del blanco pretendido, la tripulación enviaba la señal "de caída”, lo cual causaba que el morro del misil cayera en lo que se llamaba el "picado terminal". Este picado era cercano a la vertical, continuando hasta que el misil alcanzaba la altitud de detonación determinada por el radioaltímetro, donde el arma explosionaba. Si el radioaltímetro fallaba, se usaba un detonador barométrico de apoyo. Si éste fallaba, detonaba por impacto.
Como pasaba con todos los bombarderos y misiles de esa época, la exactitud no era buena en términos actuales. Si acertaba dentro de los 1,6 km al blanco, era considerado un éxito. Aun cuando el misil era clasificado un arma "táctica", de hecho no era capaz de acertar a blancos individuales, por lo que eran dirigidos a ciudades cerca de las cuales existían blancos militares. Los blancos eran clasificados, siendo el oficial de guía el único con acceso a ellos.

## Variantes
MX-771
Designación original del proyecto de la Fuerza Aérea de los Estados Unidos.
SSM-A-1
Designación inicial para el misil operacional. Esta designación fue desechada después de que los primeros misiles fueran completados.
XSSM-A-1
Primera designación dada a los primeros prototipos creados para el desarrollo de la célula de vuelo del misil.
YSSM-A-1
Primera designación aplicada a los prototipos construidos para el desarrollo de los sistemas de guía.
B-61
Designación operacional para continuar a la anterior SSM-A-1. Esta designación era para clasificar al misil como bombardero no pilotado.
XB-61
Redesignación del XSSM-A-1.
YB-61
Redesignación del YSSM-A-1.
B-61A
Primera versión de producción del Matador. La principal diferencia entre el B-61 y el YB-61 fue el rediseño de la célula desde las alas en posición alta a alas en posición media.
TM-61A
Redesignación del B-61A, cuando la USAF decidió clasificar al Matador como misil táctico, en vez de como bombardero no pilotado.
TM-61B
Rediseño importante del TM-61A, que terminó siendo redesignado como un sistema diferente, el TM-76 Mace.
TM-61C
Un TM-61A mejorado, desarrollado desde una fase del TM-61B que estaba en desarrollo.
MGM-1C
Redesignación del TM-61C en 1963 para ajustarse a las nuevas normas para misiles y aviones de la USAF. Sólo el TM-61C requirió redesignación, ya que el TM-61A había sido retirado completamente del servicio y el TM-61B había sido redesignado como TM-76 Mace, recibiendo por último la designación MGM-13.

## Operadores
Alemania
- Bundeswehr
  - Flugkörpergruppe 11

 Estados Unidos
- Fuerza Aérea de los Estados Unidos
  - 38th Tactical Missile Wing
    - 1st Pilotless Bomber Squadron - Bitburg AB, Alemania
    - 2d Pilotless Bomber Squadron - Hahn AB, Alemania
    - 69º Escuadrón Táctico de Misiles

  - 58º Grupo Táctico de Misiles
    - 11º Escuadrón Táctico de Misiles
    - 71º Escuadrón Táctico de Misiles

## Supervivientes
A continuación, un listado de los museos que poseen al menos un misil Matador en sus colecciones:
- Air Force Space & Missile Museum, Cape Canaveral Air Force Station, Florida.
- Carolinas Aviation Museum, Charlotte, Carolina del Norte (este Matador estaba antes en exposición en el Museo Florence Air & Missile).
- Museum of Aviation, Robins Air Force Base, Georgia TM-61A Serial #52-1891.[5]
- National Air & Space Museum, Aeropuerto internacional Dulles.
- National Museum of the United States Air Force, Dayton (Ohio).
- Un Matador-"Bitburg" sobrevive como misil-monumento en la antigua estación "Pydna" del 38th Combat Support Wing GLCM en Wüschheim, Alemania.
- Luftwaffenmuseum der Bundeswehr, Berlín, Alemania.
- National Museum of Nuclear Science and History, Albuquerque, Nuevo México.
- Un TM-61C Matador, con número serial #56-1955[6] está en exhibición cerca de Pikeville, Carolina de Norte, en el estacionamiento de una iglesia.

## Aeronaves relacionadas

### Desarrollos relacionados
- Fieseler Fi 103 Flak Zielgerät 76 (FZG-76)
- MGM-13 Mace
- Republic-Ford JB-2

### Aeronaves similares
- UB.109T

### Secuencias de designación
- Secuencia SSM-_ (Cohetes y misiles de la USAF, 1947-1951): SSM-A-1 - SSM-A-2 - SSM-A-3 - SSM-A-4 →
- Secuencia B-_ (Bombarderos del USAAC/USAAF/USAF, 1926-1962): ← B-58 - B-59 - B-60 - B-61 - B-62 - B-63 - B-64 →
- Secuencia M-_ (Cohetes y misiles de la USAF, 1955-1962): TM-61 - SM-62 - GAM-63 - SM-64 →
- Secuencia __M-_ (Misiles y drones estadounidenses, 1962-presente): MGM-1 - RIM-2 - MIM-3 - AIM-4 →